# Haji Backpacker
Haji Backpacker és una pel·lícula indonèsia de 2014 dirigida per Danial Rifki i estrenada el 2 d'octubre de 2014. La pel·lícula, basada en la novel·la homònima d'Aguk Irawan, estrelles Abimana Aryasatya, Dewi Sandra, Laudya Cynthia Bella, Laura Basuki, Pipik Dian Irawati, Ray Sahetapy, Dion Wiyoko, i Kenes Andari. Fou exhibida en la II edició de l'Asian Film Festival Barcelona.

## Sinopsi
Mada és un home que com a conseqüència d'un desengany amorós abandona família i amics, agafa un motxilla i viatja arreu del món. Anant d'un país a un altre, descobrirà que Déu, a qui havia abandonat. és a tot arreu

## Repartiment
- Abimana Aryasatya - Mada
- Dewi Sandra - Sophia
- Laudya Cynthia Bella - Mariani/Marbel
- Laura Basuki - Su Chun
- Pipik Dian Irawati - Mare de Mada
- Ray Sahetapy - Pare de Mada
- HB Naveen - interrogador
- Dion Wiyoko
- Kenes Andari

## Procés de rodatge
Aquesta pel·lícula que acaba de rodar a cinc països d'Àsia: Xina, Aràbia Saudita, Tailàndia, Índia i l'Iran, ara té finalment va tornar a Indonèsia per continuar el procés de rodatge a diversos llocs del país. Moltes històries van sorgir quan el director de cinema, Danial Rifki, va rodar a cinc països, completant-se a Vietnam, Tibet i Nepal,.

## Premis i nominacions
| Any  | Premi                   | Categoria                                            | Recipients                        | Resultat  |
| ---- | ----------------------- | ---------------------------------------------------- | --------------------------------- | --------- |
| 2014 | Festival Film Indonesia | Millor actor principal                               | Abimana Aryasatya                 | Nominat   |
| 2014 | Festival Film Indonesia | Millor actriu de repartiment                         | Laura Basuki                      | Nominat   |
| 2014 | Piala Maya              | Millor actriu secundària                             | Laura Basuki                      | Nominat   |
| 2014 | Piala Maya              | Millor disseny de vestuari                           | Quartini Sari & Judith Tedjamulja | Nominat   |
| 2014 | Piala Maya              | Premi Arifin C. Noer (Aparició no efectivament breu) | Laudya Cynthia Bella              | Nominat   |
| 2015 | Indonesian Movie Awards | Millor actor                                         | Abimana Aryasatya                 | Nominat   |
| 2015 | Indonesian Movie Awards | Millor actriu secundària                             | Laura Basuki                      | Guanyador |
| 2015 | Indonesian Movie Awards | Millor actor/actriu revelació                        | HB Naveen                         | Nominat   |
| 2015 | Indonesian Movie Awards | Actor favorit                                        | Abimana Aryasatya                 | Nominat   |
| 2015 | Indonesian Movie Awards | Actor/Actriu revelació favorit                       | HB Naveen                         | Nominat   |